# Claudio Magris
Claudio Magris, né le 10 avril 1939 à Trieste, est un écrivain, germaniste, universitaire, journaliste et homme politique italien, héritier de la tradition culturelle de la Mitteleuropa qu'il a contribué à définir.

## Biographie
Claudio Magris est notamment l'auteur de Danube (1986), un essai-fleuve où il parcourt le Danube de sa source allemande (en Forêt-Noire) à la mer Noire en Roumanie, en traversant l'Europe centrale, et de Microcosmes (1997), portrait de quelques lieux dispersés dans neuf villes européennes différentes. Il est également chroniqueur pour le Corriere della Sera.
Il a été sénateur de 1994 à 1996. En 2001-2002, il a assuré un cours au Collège de France sur le thème « Nihilisme et Mélancolie. Jacobsen et son Niels Lyhne ».
Ses livres érudits connaissent un très grand succès public et critique. Claudio Magris a ainsi reçu plusieurs prix prestigieux couronnant son œuvre, comme le prix Erasme en 2001, le prix Prince des Asturies en 2004, qui entend récompenser en lui « la meilleure tradition humaniste et [...] l'image plurielle de la littérature européenne du début du XXIe siècle ; [...] le désir de l'unité européenne dans sa diversité historique », le prix européen de l'essai Charles Veillon en 2009, et le prix de littérature en langues romanes de la Foire internationale du livre (FIL) de Guadalajara, au Mexique, en 2014. Claudio Magris est également régulièrement cité depuis plusieurs années comme possible lauréat du prix Nobel de littérature.
« Comme Ulysse, il cherche à n'être personne, pour sauver de toute prise du pouvoir quelque chose de sien, une vie à lui : lisse, cachée, marginale, mais sienne. »

## Œuvre

### Essais
- Il mito asburgico nella letteratura austriaca moderna (1963) Publié en français sous le titre Le Mythe et l'empire dans la littérature autrichienne moderne, traduit par Jean et Marie-Noëlle Pastureau, Paris, Gallimard, coll. « L'Arpenteur », 1991
- Wilhelm Heinse (1968)
- Tre studi su Hoffmann (1969)
- Lontano da dove. Joseph Roth e la tradizione ebraico-orientale (1971) Publié en français sous le titre Loin d'où ? Joseph Roth et la tradition juive-orientale, traduit par Jean et Marie-Noëlle Pastureau, Paris, Seuil, 2009
- L'anarchico al bivio. Intellettuali e politica nel teatro di Dorst (1974), en collaboration avec Cesare Cases
- L'altra ragione. Tre saggi su Hoffmann (1978)
- Dietro le parole (1978)
- (it) Claudio Magris et Wolfgang Kaempfer, Problemi del nichilismo, Brescia, Shakespeare & Company, 1981 (OCLC 461865021, BNF 34803430, Service bibliothécaire national LIA0212131)[6].
- Itaca e oltre. I luoghi del ritorno e della fuga in un viaggio attraverso alcuni grandi temi della nostra cultura (1982)
- Trieste. Un'identità di frontiera (1982), en collaboration avec Angelo Ara Publié en français sous le titre Trieste : une identité de frontière, traduit par Jean et Marie-Noëlle Pastureau, Paris, Seuil, 1991
- L'anello di Clarisse. Grande stile e nichilismo nella letteratura moderna (1984) Publié en français sous le titre L'Anneau de Clarisse. Grand style et nihilisme dans la littérature moderne, traduit par Jean et Marie-Noëlle Pastureau, Paris, L'Esprit des péninsules, 2003
- Danubio (1986) - Prix Bagutta 1987 - Prix du Meilleur livre étranger (essais) 1990 Publié en français sous le titre Danube, traduit par Jean et Marie-Noëlle Pastureau, Paris, Gallimard, coll. « L'Arpenteur », 1988 ; réédition, Paris, Gallimard, coll. « Folio » no 2162, 1988
- Microcosmi (1997) - Prix Strega 1997 Publié en français sous le titre Microcosmes, traduit par Jean et Marie-Noëlle Pastureau, Paris, Gallimard, coll. « L'Arpenteur », 1998 ; réédition, Paris, Gallimard, coll. « Folio » no 3365, 2000
- Utopia e disincanto. Saggi 1974-1998 (1999) Publié en français sous le titre Utopie et désenchantement, traduit par Jean et Marie-Noëlle Pastureau, Paris, Gallimard, coll. « L'Arpenteur », 2001
- L'infinito viaggiare (2005) Publié en français sous le titre Trois Orients. Récits de voyages, traduit par Jean et Marie-Noëlle Pastureau, Paris, Payot & Rivages, coll. « Rivages poche. Petite bibliothèque » no 543, 2006
- La storia non è finita (2006)
- Alfabeti (2008) Publié en français sous le titre Alphabets, traduit par Jean et Marie-Noëlle Pastureau, Paris, Gallimard, coll. « L'Arpenteur », 2012
- Ibsen in Italia (2008)
- Democrazia, legge e coscienza, avec Stefano Levi Della Torre (2010)
- Livelli di guardia. Note civili (2006-2011) (2011)
- La letteratura è la mia vendetta, avec Mario Vargas Llosa (2012)
- Opere, volume I: dal 1963 al 1995 (2012)
- Segreti e no (2015) Publié en français sous le titre Secrets, traduit par Jean et Marie-Noëlle Pastureau, Paris, Payot & Rivages, coll. « Bibliothèque Rivages », 2015
- Istantanee (2016) Publié en français sous le titre Instantanés, traduit par Jean et Marie-Noëlle Pastureau, Paris, Gallimard, coll. « L'Arpenteur », 2018  (ISBN 978-2-07-017930-5)

### Romans
- Illazioni su una sciabola (1984) Publié en français sous le titre Enquête sur un sabre, traduit par Marie-Anne Toledano, Paris, Desjonquères, coll. « Les Chemins de l'Italie », 1987 ; réédition, Paris, Gallimard, coll. « L'Imaginaire » no 675, 2015
- Stadelmann (1988) Publié en français sous le titre Stadelmann, traduit par Jean et Marie-Noëlle Pastureau, Paris, Scandéditions, 1993
- Un altro mare (1991) Ce livre prend pour héros un ami du philosophe Carlo Michelstaedter, auteur de La Persuasion et la Rhétorique et qui s'est suicidé à 23 ans. L'ami du philosophe voudrait apprendre à vivre selon la Persuasion. Publié en français sous le titre Une autre mer, traduit par Jean et Marie-Noëlle Pastureau, Paris, Gallimard, coll. « L'Arpenteur », 1993 ; réédition, Paris, Gallimard, coll. « Folio » no 5310, 2011
- Il Conde (1993) Publié en français sous le titre O Conde, traduit par Jean et Marie-Noëlle Pastureau, Genève, La Baconnière, coll. « 80 mondes », 2015
- Le voci (1995) Publié en français sous le titre Les Voix, traduit par Karin Espinosa, Paris, Descartes & Cie, 2002
- La mostra (2001) Publié en français sous le titre L'Exposition, traduit par Jean et Marie-Noëlle Pastureau, Paris, Gallimard, coll. « L'Arpenteur », 2003
- Alla cieca (2005) Publié en français sous le titre À l'aveugle, traduit par Jean et Marie-Noëlle Pastureau, Gallimard, coll. « L'Arpenteur », 2006 ; réédition, Paris, Gallimard, coll. « Folio » no 4813, 2008
- Lei dunque capirà (2006) Publié en français sous le titre Vous comprendrez donc, traduit par Jean et Marie-Noëlle Pastureau, Gallimard, coll. « L'Arpenteur », 2008
- Non luogo a procedere (2015) Publié en français sous le titre Classé sans suite, traduit par Jean et Marie-Noëlle Pastureau, Gallimard, coll. « L'Arpenteur », 2017

### Autres publications en français
- Nihilisme et mélancolie. Jacobsen et son Niels Lyhne (leçon inaugurale faite le 25 octobre 2001, Collège de France, chaire européenne), Collège de France, 2001
- Déplacements (chroniques parues dans le Corriere della Sera, 1981-2000), traduit par Françoise Brun, La Quinzaine littéraire, coll. « Voyager avec... », 2003
- La littérature est ma vengeance, Conversation, avec Mario Vargas Llosa, traduit de l'italien par Jean et Marie Noëlle Pastureau, traduit de l'espagnol (Pérou) par Albert Bensoussan et Daniel Lefort, Paris, Gallimard, coll. « Arcades », 2021

## Prix et distinctions
- 1987 : prix Bagutta pour Danube
- 1990 : prix du Meilleur livre étranger (essais) pour Danube
- 1997 : prix Strega pour Microcosmes
- 2001 : prix Erasme, pour l'ensemble de son œuvre
- 2001 : Membre de l'Académie des arts de Berlin[7]
- 2001 : Chevalier grand-croix de l'ordre du Mérite de la République italienne
- 2003 : Médaille d'Or du Círculo de Bellas Artes (Espagne)[8]
- 2004 : prix Prince des Asturies, pour l'ensemble de son œuvre
- 2005 : prix de l'État autrichien pour la littérature européenne
- 2008 : prix Walter-Hallstein
- 2009 : prix de la paix des libraires allemands
- 2009 : prix européen de l'essai Charles Veillon
- 2009 : prix Jean-Monnet
- 2014 : prix de la Foire internationale du livre (FIL) de Guadalajara
- 2015 : prix Édouard-Glissant
- 2016 : prix Franz-Kafka